# The Fairly OddParents: Fairly Odder
The Fairly OddParents: Fairly Odder (Os Padrinhos Mágicos: Mais Mágicos que Nunca no Brasil e em Portugal) é uma série de televisão de live-action/animação de comédia americana desenvolvido por Christopher J. Nowak que estreou no Paramount+ em 31 de março de 2022. É a continuação da série de animação original da Nickelodeon, The Fairly OddParents.
No Brasil, a série estreou primeiramente no streaming Paramount+ em 31 de março de 2022, mais tarde no canal Nickelodeon Brasil em 17 de outubro e 11 de novembro de 2022.
Em Portugal,  a série estreou no canal Nickelodeon Portugal em 5 de setembro de 2022 e também está disponível no SkyShowtime.

## Premissa
Começando anos após a série animada, a nova série segue a prima de Timmy Turner, Vivian "Viv" Turner, e seu novo meio-irmão, Roy Raskin, enquanto eles navegam pela vida em Dimmsdale com a ajuda de seus padrinhos mágicos, Cosmo e Wanda, que são presenteado a eles por um Timmy agora mais velho quando ele sai para a faculdade.

## Elenco

### Elenco ao vivo
- Audrey Grace Marshall como Vivian "Viv" Turner,[4] uma recém-chegada a Dimmsdale para morar com sua nova família, que depois de herdar as fadas Cosmo e Wanda de seu primo Timmy, deve compartilhar os desejos com seu meio-irmão Roy
- Tyler Wladis como Roy Raskin,[4] uma estrela local em Dimmsdale no time de basquete da escola, que compartilha os desejos das fadas Cosmo e Wanda com sua meia-irmã Viv, a quem ele rapidamente se afeiçoa.
- Ryan-James Hatanaka como Ty Turner,[4] pai de Viv e padrasto de Roy, que trabalha como dançarino semi-profissional compartilhando essa paixão com Rachel
- Laura Bell Bundy como Rachel Raskin,[4] mãe de Roy e madrasta de Viv, que trabalha como dançarina de salão compartilhando essa paixão com Ty
- Imogen Cohen como Zina Zacarias,[4] a melhor amiga de Viv e uma grande fã de Roy

### Elenco de voz
- Susanne Blakeslee como Wanda, uma das fadas padrinhos de Viv e Roy, e esposa de Cosmo. Blakeslee reprisa seu papel da série animada original e filmes.[5][6]

- Daran Norris como Cosmo, um dos padrinhos de fadas de Viv e Roy, e marido de Wanda; e Jorgen Von Estranho, o líder rigoroso das fadas. Norris reprisa seus papéis da série animada original e filmes.[5][6]

### Estrelas convidadas
- Garrett Clayton como Dustan Lumberlake, uma famosa estrela da música pop
- Mary Kate Wiles como Vicky,[7] a professora malvada da escola Dimmsdale e a ex-babá de Timmy Turner
- Carlos Alazraqui como Denzel Crocker, ex-professor da escola Dimmsdale obcecado por fadas. Alazraqui reprisa seu papel da série animada original em live-action e animação.[7]
- Caleb Pierce como Timmy Turner, o protagonista da série original The Fairly OddParents e primo de Viv, a quem ele dá para suas fadas Cosmo e Wanda antes de sair para a faculdade.

## Episódios
| N.º | Título                                                                       | Lançamento original | Dirigido por                                         | Escrito por                                    | Exibição original (Nickelodeon)             | Exibição no Brasil     | Cód. de produção | Audiência (milhões) |
| --- | ---------------------------------------------------------------------------- | ------------------- | ---------------------------------------------------- | ---------------------------------------------- | ------------------------------------------- | ---------------------- | ---------------- | ------------------- |
| 1 | "Bolo, Dança e Calças de Ouro Maciço (BR)" "Cake, Dance, & Solid Gold Pants" | 31 de março de 2022 | Mike Caron                                           | Christopher J. Nowak                           | 21 de abril de 2022                         | 17 de outubro de 2022  | 101              | 0.20                |
| Timmy Turner quer transferir seus Padrinhos Mágicos para sua prima Vivian. No entanto, o novo irmão de Viv, Roy, vê a transferência sem querer. Agora, Viv e Roy precisam compartilhar os Padrinhos mágicos.            |                                                                              |                     |                                                      |                                                |                                             |                        |                  |                     |
| 2 | "A Frase Proibida (BR)" "The Forbidden Phrase"                               | 31 de março de 2022 | Evelyn Belasco                                       | Samantha Martin                                | 3 de novembro de 2022                       | 19 de outubro de 2022  | 103              | 0.15                |
| Para salvar o estúdio de dança dos pais, Viv e Roy desejam escrever a música mais contagiante de todas, mas acabam compondo uma música com a Frase Proibida, que transforma as pessoas em zumbis dançantes.             |                                                                              |                     |                                                      |                                                |                                             |                        |                  |                     |
| 3 | "O Rei Roydas (BR)" "King Roydas"                                            | 31 de março de 2022 | Adam Weissman                                        | Christopher J. Nowak                           | 17 de novembro de 2022                      | 21 de outubro de 2022  | 105              | 0.13                |
| Inspirado pelo mito do Rei Midas, Roy deseja que tudo que ele toque se transforme em ouro, apesar das objeções de Viv. As coisas saem do controle, mas Roy ainda quer provar que fez o desejo perfeito.                 |                                                                              |                     |                                                      |                                                |                                             |                        |                  |                     |
| 4 | "Melhor Amigo da Vicky (BR)" "Vicky's Best Friend"                           | 31 de março de 2022 | Adam Weissman                                        | Angela Yarbrough                               | 10 de novembro de 2022                      | 20 de outubro de 2022  | 104              | 0.15                |
| Para provar que a Vicky só é má porque é sozinha, Viv deseja que ela tenha uma melhor amiga. No entanto, ela mesma acaba se tornando essa amiga. Roy deseja então tomar o lugar de Viv para provar que ela está errada. |                                                                              |                     |                                                      |                                                |                                             |                        |                  |                     |
| 5 | "Trapaceiros Ficam Sem Biscoitos (BR)" "Cheater Cheater Cookie Eater"        | 31 de março de 2022 | Adam Weissman                                        | Mariah Smith                                   | 24 de novembro de 2022                      | 24 de outubro de 2022  | 106              | 0.16                |
| Viv descobre o passado fracassado de Rachel como vendedora de biscoito para as escoteiras, e ela deseja que elas entrem na Competição de Venda de Biscoitos por Mãe e Filha juntas.                                     |                                                                              |                     |                                                      |                                                |                                             |                        |                  |                     |
| 6 | "A Pessoa Mais Popular (BR)" "The Most Popular Person"                       | 31 de março de 2022 | Evelyn Belasco                                       | Sam Becker                                     | 10 de outubro de 2022                       | 18 de outubro de 2022  | 102              | 0.14                |
| Em seu primeiro dia de aula, Viv deseja ser a Pessoa Mais Popular, mas é mais difícil do que ela pensava; Roy, em conflito com sua própria popularidade, deseja um cachorro, que tende a morder bumbuns.                |                                                                              |                     |                                                      |                                                |                                             |                        |                  |                     |
| 7 | "O Duelo de Séries (BR)" "The Show Off"                                      | 31 de março de 2022 | Adam Weissman                                        | Jenna Martin                                   | 8 de dezembro de 2022                       | 26 de outubro de 2022  | 108              | 0.16                |
| Depois de passar vergonha na frente do menino que gosta, Viv acredita que sua vida amorosa seria muito mais simples se ela vivesse nos tempos de sua série favorita "Riverpound".                                       |                                                                              |                     |                                                      |                                                |                                             |                        |                  |                     |
| 8 | "De Volta pra Motoca (BR)" "Back to the Scooter"                             | 31 de março de 2022 | Adam Weissman                                        | Samantha Martin                                | 5 de janeiro de 2023                        | 27 de outubro de 2022  | 108              | 0.13                |
| Ty e Rachel se recusam a fazer o baile da escola de Roy e Viv em seu estúdio de dança, e Wanda e Cosmo cedem a Motoca de Viagem no Tempo.                                                                               |                                                                              |                     |                                                      |                                                |                                             |                        |                  |                     |
| 9 | "Peixezila (BR)" "Codzillard!"                                               | 31 de março de 2022 | Evelyn Belasco                                       | Sam Becker                                     | 12 de janeiro de 2023                       | 28 de outubro de 2022  | 110              | 0.13                |
| Quando Viv deseja que sua melhor amiga Courtney visite de Oldsburg, Courtney pede que Viv volte; Roy faz de tudo para evitar que isso aconteça e dá vida ao monstro favorito das meninas, Peixezila.                    |                                                                              |                     |                                                      |                                                |                                             |                        |                  |                     |
| 10 | "Roynóquio (BR)" "Roynocchio"                                                | 31 de março de 2022 | Leonard R. Garner Jr.                                | Angela Yarbrough                               | 19 de janeiro de 2023                       | 4 de novembro de 2022  | 111              | 0.17                |
| Roy faz de tudo para ganhar a eleição da sala, mas ele sofre um acidente e acaba desejando virar fantoche para parar de ter dor.                                                                                        |                                                                              |                     |                                                      |                                                |                                             |                        |                  |                     |
| 11 | "O Aplicativo de Desejos (BR)" "Da Wish App"                                 | 31 de março de 2022 | Leonard R. Garner Jr.                                | Angela Yarbrough                               | 1 de dezembro de 2022                       | 25 de outubro de 2022  | 107              | 0.12                |
| Presos em casa por causa do "Dia da Vespa", Viv e Roy são deixados sozinhos com seus aparelhos; Cosmo e Wanda passando o dia no Mundo das Fadas.                                                                        |                                                                              |                     |                                                      |                                                |                                             |                        |                  |                     |
| 12–13 | "O Sumiço das Fadas! (BR)" "Fairies Away!"                                   | 31 de março de 2022 | Leonard R. Garner Jr. (Parte 1) Mike Caron (Parte 2) | Samantha Martin (Parte 1) Sam Becker (Parte 2) | 26 de janeiro de 20232 de fevereiro de 2023 | 11 de novembro de 2022 | 112–113          | 0.16                |
| Em dúvida sobre seus pedidos, Viv deseja ter um programa de auditório para ajudar as pessoas e Roy deseja ter o Dia do Roy; enquanto eles ficam presos em seus mundos, Vicky decide pegar Cosmo e Wanda.                |                                                                              |                     |                                                      |                                                |                                             |                        |                  |                     |

## Produção
A série foi anunciada em fevereiro de 2021, com Butch Hartman e Fred Seibert retornando como produtores, e Christopher J. Nowak atuando como produtor executivo e showrunner. A série começou a ser produzida em julho de 2021. A animação foi terceirizada para o Boxel Studio, com sede em Tijuana. Todos os 13 episódios foram lançados na Paramount+ em 31 de março de 2022. Em janeiro de 2023, a série foi removida do Paramount+ e do site oficial da Nickelodeon.

## Recepção
Diondra Brown, da Common Sense Media, deu à série três de cinco estrelas, chamando-a de "um programa familiar com comédia excêntrica e um aceno significativo para a série de comédia original".